# براندان أوكونيل
براندان أوكونيل (بالإنجليزية: Brendan O'Connell)‏ هو لاعب كرة قدم بريطاني في مركز الوسط، ولد في 12 نوفمبر 1966 في لامبث ‏ في المملكة المتحدة. لعب مع تشارلتون أثلتيك ونادي إكزتر سيتي ونادي بارنسلي ونادي بورتسموث ونادي بيرنلي وهدرسفيلد تاون وويغان أتلتيك.

## وصلات خارجية
- براندان أوكونيل على موقع قاعدة بيانات كرة القدم.إي يو (الإنجليزية)
- براندان أوكونيل على موقع Soccerbase.com (لاعب) (الإنجليزية)